# Powojnik całolistny
Powojnik całolistny (Clematis integrifolia L.) – gatunek rośliny z rodziny jaskrowatych. Występuje w południowo-wschodniej Europie i zachodniej części Azji. W Polsce nie rośnie dziko. W niektórych krajach, również w Polsce jest uprawiany.

## Morfologia

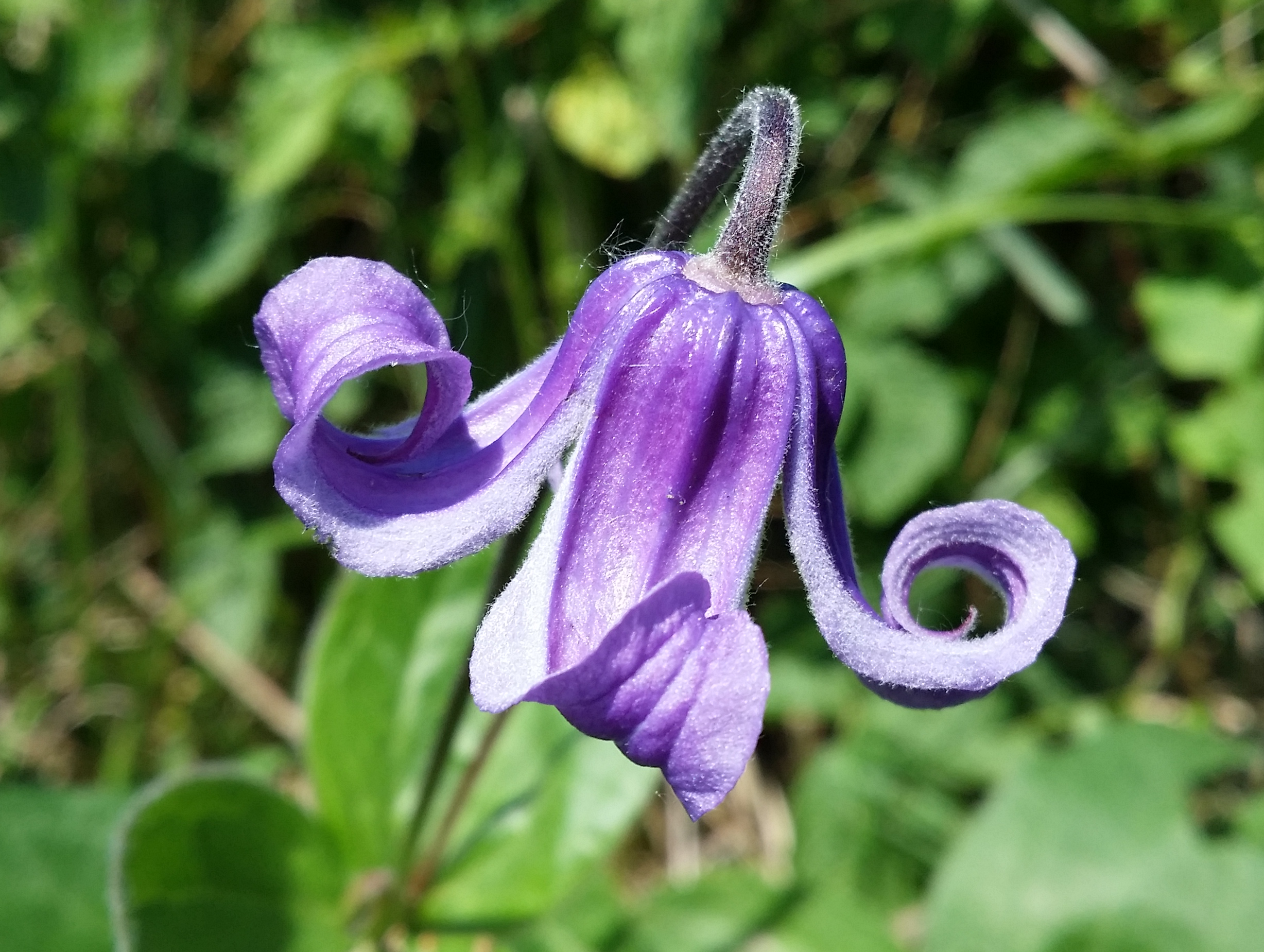
Kwiat

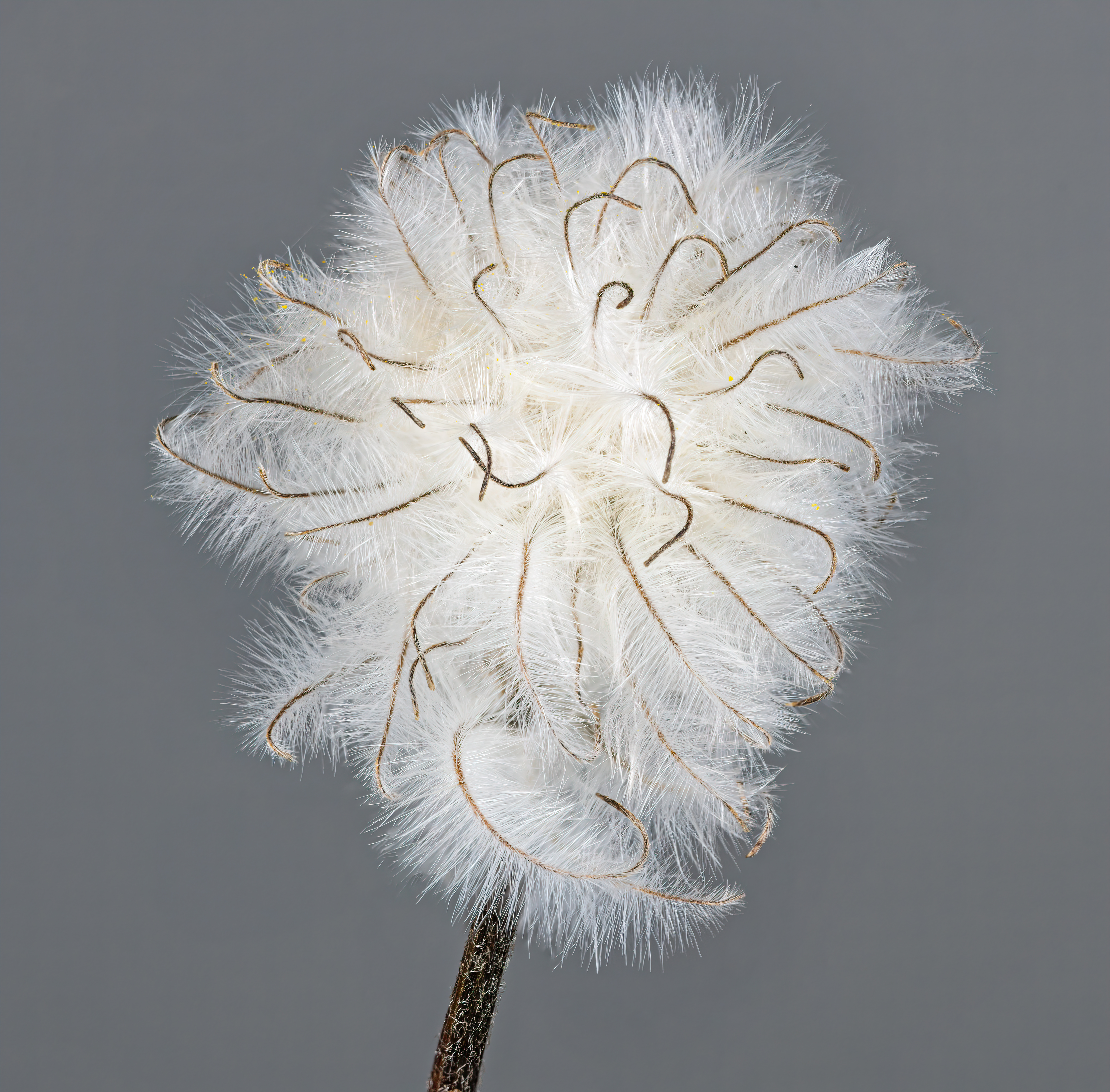
Owoce

PokrójW odróżnieniu od większości uprawianych powojników nie jest pnączem, lecz rośliną zielna, byliną, tworzącą stopniowo rozrastająca się kępę pędów. Roślina lekko trująca: trujące są sok, liście, kwiaty i owoce.
ŁodygaWzniesiona, nie pnie się, osiąga od 30 do 60 cm wysokości, górą krótko owłosiona. Pędy początkowo wyprostowane, później w okresie kwitnienia wylegają pod ciężarem kwiatów.
LiścieJajowate, całobrzegie i zaostrzone.
KwiatyDzwonkowate, złożone z 4 listków okwiatu, pojedyncze, zwieszone, koloru niebieskiego lub ciemnofiołkowego, o średnicy 4–6 cm. Pręciki kremowobiałe i gęsto upakowane. Kwitnie w okresie od końca maja do września.

## Zastosowanie
Jest uprawiany w ogrodach jako roślina ozdobna, może być uprawiany również w pojemnikach na balkonach, tarasach, itp. Rzadko uprawia się typową formę gatunku, zwykle uprawiane są jego bardziej ozdobne kultywary, np. `Hendersonii`, `Rosea`, `Tapestry` i inne. Wymaga podpór, ponieważ ma tendencję do wylegania.